# Bettina Campbell
Pour les articles homonymes, voir Campbell.
Bettina Campbell, née Elizabeth Jongkind le 25 mai 1974, est une actrice pornographique néerlandaise.

## Récompenses
En 2000, 
- Venus Awards :
  - de la „Beste Darstellerin Europa“[1],
  - de la „Bester Darstellerin International“[1] ;
- au European-X-Festival in Brüssel : „Best Hardcore Actrice Starlet“[2].

## Filmographie
| Année | Film                                             | Studio                            |
| ----- | ------------------------------------------------ | --------------------------------- |
| 1996  | Shaved 10                                        | Red Board Video                   |
| 1997  | Private Castings X 4                             | Private                           |
| 1997  | Private Gold 26: Tatiana 1                       | Private                           |
| 1997  | Private Triple X Files 1: Nicole and Margot      | Private                           |
| 1998  | Daydreamer                                       | Metro                             |
| 1998  | Private Gold 27: Tatiana 2                       | Private                           |
| 1998  | Private Gold 28: Tatiana 3                       | Private                           |
| 1998  | Private Gold 30: Fatal Orchid 1                  | Private                           |
| 1998  | Private Gold 31: Fatal Orchid 2                  | Private                           |
| 1998  | Private Triple X Files 12: Eat Up                | Private                           |
| 1998  | Private Triple X Files 5: Silvie                 | Private                           |
| 1998  | Private Triple X Files 8: Dungeon                | Private                           |
| 1998  | Secrets of Kamasutra                             | Private                           |
| 1998  | Wild 'n Wet                                      | Pleasure Productions              |
| 1999  | Moglie Violata                                   | Mario Salieri Entertainment Group |
| 1999  | My First Time 1                                  | Private                           |
| 1999  | Pirate Deluxe 7: London Calling                  | Private                           |
| 1999  | Pirate Deluxe 7: London Calling                  | Private                           |
| 1999  | Private Castings X 18                            | Private                           |
| 1999  | Private XX 4                                     | Private                           |
| 1999  | Private XX 5                                     | Private                           |
| 1999  | Private XX 6                                     | Private                           |
| 1999  | Uranus Experiment 1                              | Private                           |
| 1999  | Uranus Experiment 2                              | Private                           |
| 2000  | Gothix                                           | IFG                               |
| 2000  | Private Castings X 24                            | Private                           |
| 2000  | Private XX 9                                     | Private                           |
| 2000  | Twelve Strokes to Midnight                       | Wicked Pictures                   |
| 2001  | Divina                                           | Colmax                            |
| 2001  | Leggenda del pirata nero                         | 999 Black & Blue Productions      |
| 2001  | Over Anal-yzed                                   | IFG                               |
| 2001  | Private Life of Bettina                          | Private                           |
| 2002  | Pirate Fetish Machine 7: Fetish TV               | Private                           |
| 2002  | Private Life of Wanda Curtis                     | Private                           |
| 2002  | Private Reality 11: Singularity                  | Private                           |
| 2002  | When Helen Meets Monique                         | Pleasure Productions              |
| 2003  | Fallen Angels                                    | Private                           |
| 2003  | Private Gold 59: Mafia Princess                  | Private                           |
| 2003  | Private Gold 64: Cleopatra 2: the Legend of Eros | Private                           |
| 2003  | Private Reality 14: Girls of Desire              | Private                           |
| 2004  | Ebony Dreams                                     | Private                           |
| 2004  | Misty Rain's Lost Episodes 2                     | Pure Filth                        |
| 2004  | Private Life of Jessica May                      | Private                           |
| 2004  | Private Life of Sandra Iron                      | Private                           |
| 2005  | Adventures of Pierre Woodman 9: Castings         | Private                           |
| 2005  | Private Life of Julie Silver                     | Private                           |
| 2007  | Private Sampler 10                               | Private                           |